# Anton Baumgarten
Anton Baumgarten (* 26. Oktober 1820 in Totis, Ungarn; † 5. April 1887 in Wien) war ein österreichischer Architekt und Stadtbaumeister.

## Leben
Anton Baumgarten war der Sohn des Maurers Anton Baumgartner und dessen Frau Anna Algeyer. Für ihn sind auch mehrere andere Namensvarianten überliefert, wie Baumgartner, Baumgarter und Paumgarten sowie die ungarische Form seines Vornamens, Antal. Ab dem Jahr 1838 ist er in Wien belegt, wo er von 1838 bis 1840 an der Akademie der bildenden Künste Wien bei Peter von Nobile studierte. Weitere Informationen zu seiner Ausbildung sind nicht erhalten. Es wird angenommen, dass er in der Folge bei einem Baumeister praktizierte; jedenfalls erlangte er 1861 die Baumeisterkonzession.
Anton Baumgarten wurde zu einem gefragten Architekten des jüdischen Geldadels und des Wiener Bürgertums. Neben Arbeiten in Belgrad und Budapest war er hauptsächlich in Wien tätig.
Aus seiner ersten Ehe hatte Baumgarten drei Kinder. Er starb im 67. Lebensjahr an einem Gehirnschlag im Allgemeinen Krankenhaus und wurde in einer von ihm selbst errichteten Urnenkapelle auf dem Helenenfriedhof (Baden) beigesetzt.

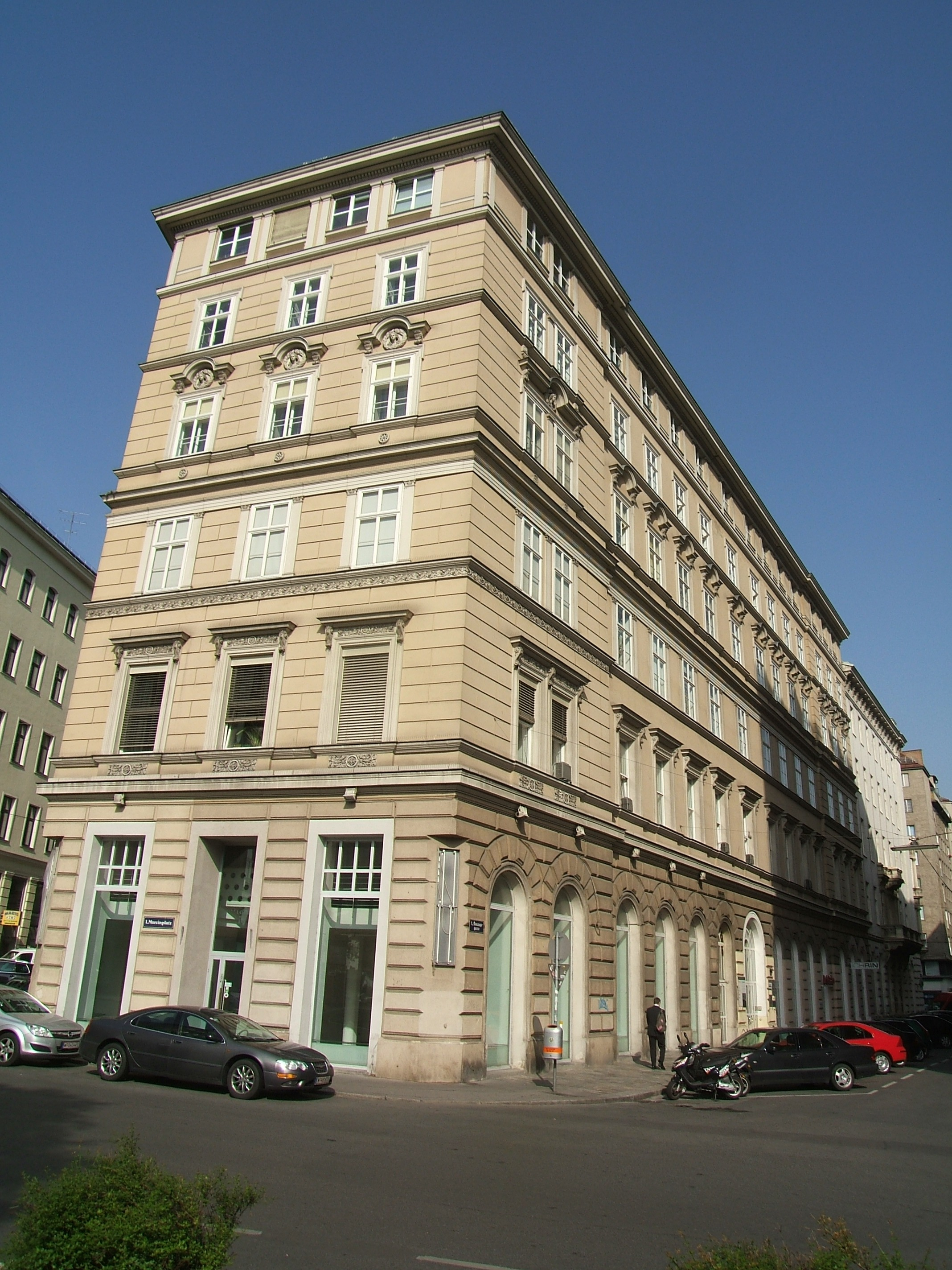
Palais Wickenburg (1862)

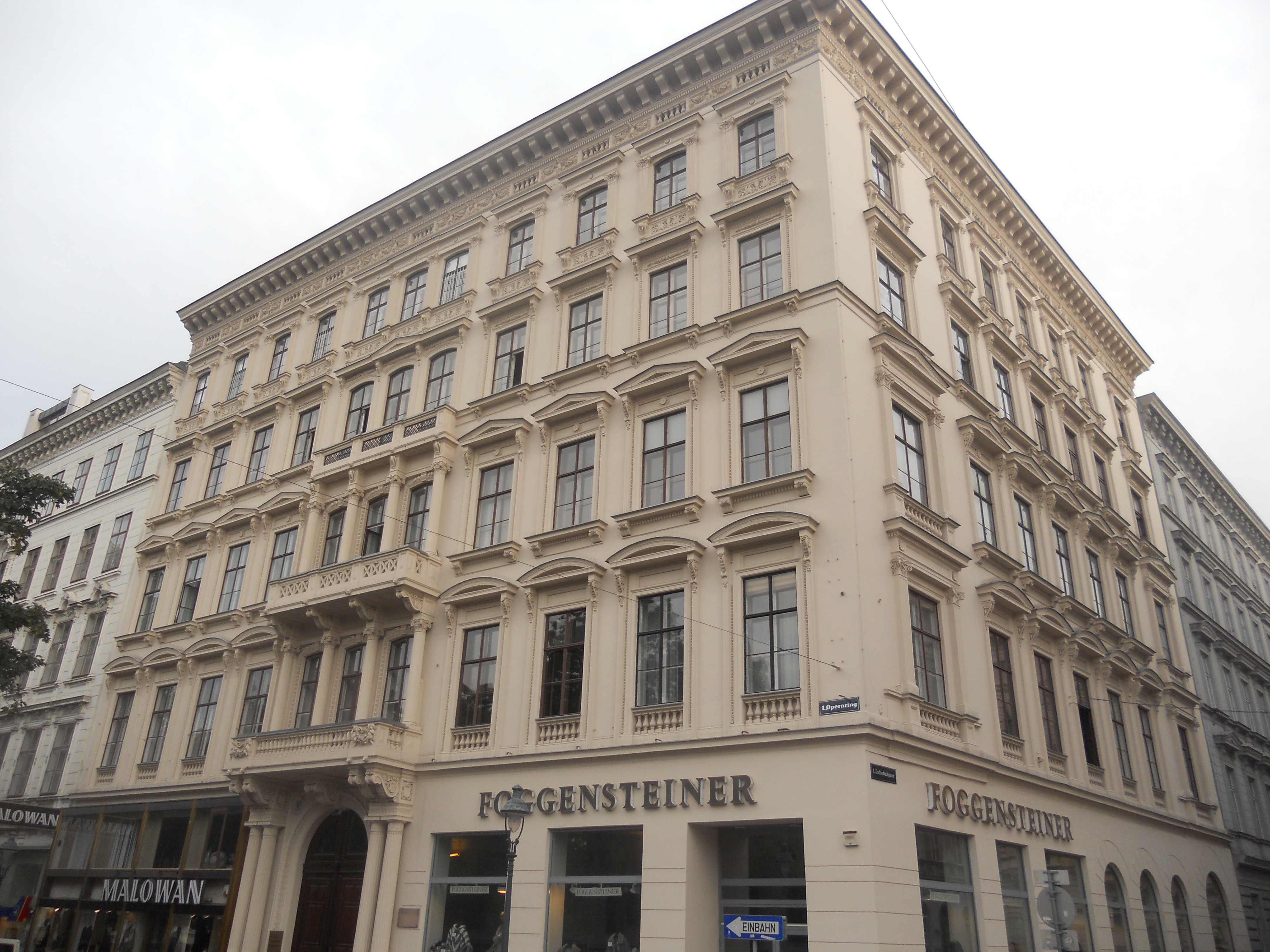
Opernring 23 (1862)

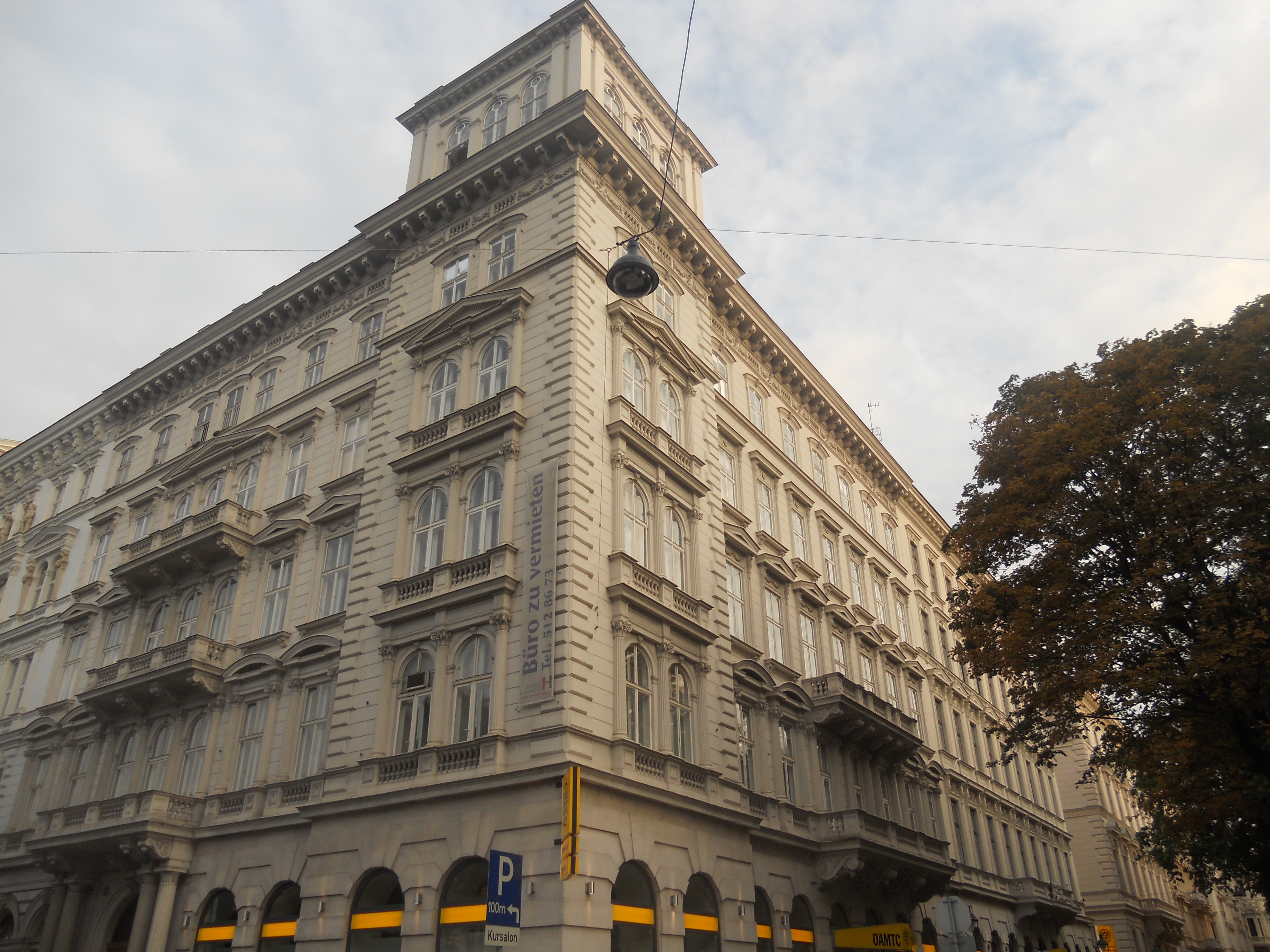
Schubertring 1 (1865)

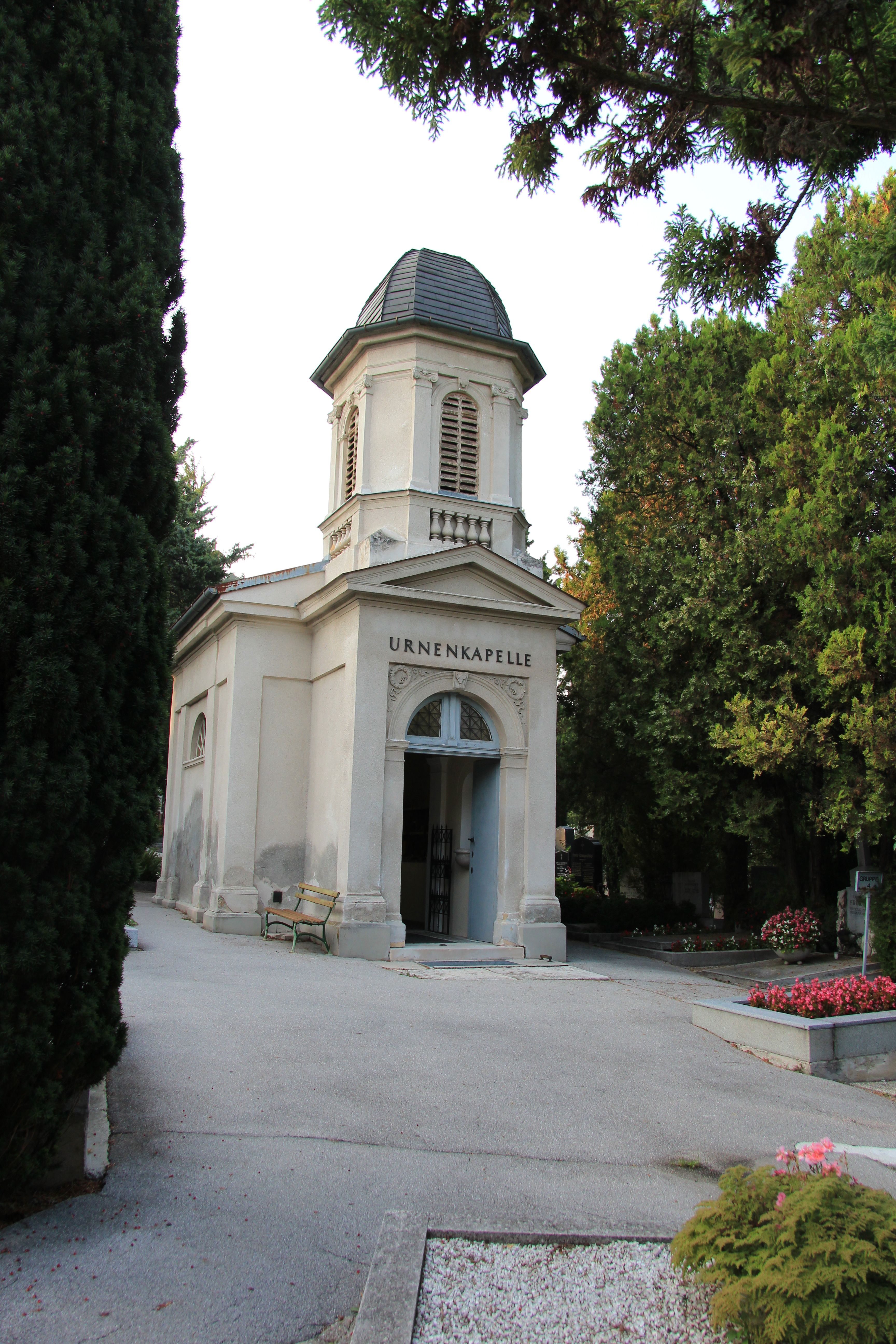
Urnenkapelle am Helenenfriedhof, Baden (1867)

## Werk
Anton Baumgarten prägte das Wiener Stadtbild der Ringstraßenära entscheidend mit, obwohl er zu jenen Architekten zählt, die mittlerweile vergessen wurden und im Schatten der großen Ringstraßenarchitekten stehen. Er errichtete vorwiegend vornehme und monumentale, repräsentative und reich ausgestattete Miethäuser im Stil der Wiener Neorenaissance.
- Miethaus, Währinger Straße 12, Wien 9 (1855), um 1910 durch Neubau ersetzt
- Ehemaliges Israelitisches Taubstummeninstitut, Juchgasse 22, Wien 3 (1857–1858), 1962 umgestaltet
- Miethaus, Löwengasse 2B / Obere Weißgerberstraße 14, Wien 3 (1859), linker Teil der Fassade abgeschlagen
- Miethaus, Rudolfsplatz 3 / Heinrichsgasse 6, Wien 1 (1861)
- Palais Obrenowitsch, Belgrad (um 1861)
- Miethaus, Rudolfsplatz 1 / Gonzagagasse 10, Wien 1 (1861–1862)
- Miet- und Geschäftshaus, Rudolfsplatz 7 / Gonzagagasse 8, Wien 1 (1861), Fassade abgeräumt
- Ehemaliges Wickenburg-Palais, Gonzagagasse 1 / Morzinplatz 3 / Salzgries 2, Wien 1 (1862), mit Baumeister Wilhelm Grohs, unter Denkmalschutz
- Wohnhaus Adolf Pollak, Opernring 23 / Eschenbachgasse 1, Wien 1 (1862), unter Denkmalschutz
- Miethaus, Gonzagagasse 12 / Werdertorgasse 10, Wien 1 (1863)
- Miethaus, Kärntner Ring 10 / Akademiestraße 9, Wien 1 (1863–1864)
- Ehemaliges Todesco-Haus, Kärntner Ring 14 / Dumbastraße 2, Wien 1 (1863–1865)
- Miethäuser, Kolonitzgasse 5–11, Wien 3 (1863–1867)
- Miethaus, Rudolfsplatz 2, Wien 1 (1864)
- Hotel „Österreichischer Hof“, Fleischmarkt 2, Wien 1 (1864), 1900 von Ludwig Schmidl vollständig umgebaut
- Miethaus, Johannesgasse 20–22 / Schubertring 1, Wien 1 (1865), mit Johann Garben
- Miethaus, Salztorgasse 2 / Salzgries 4, Wien 1 (1865), Fassade abgeräumt
- Urnenkapelle am Helenenfriedhof, Steinbruchgasse 14, Baden (1867)
- Miethaus, Babenbergerstraße 9 / Getreidemarkt 20, Wien 1 (1868), Gliederung abgeräumt
- Miethaus, Getreidemarkt 11 / Gumpendorfer Straße 2, Wien 6 (1868)
- Palais Esterhazy, Puskin utca (ehem. Esterhazy u.), Budapest 8 (1871)
- Miethaus, Schlickgasse 4, Wien 9 (1871)
- Hotel Continental, Praterstraße–Taborstraße, Wien 2 (1872), nicht erhalten
- Wohnhaus, Philharmonikergasse 6, Wien 1 (1873), in das Hotel Sacher integriert, 1874–1876 von Wilhelm Fraenkel erbaut
- Miet- und Geschäftshaus, Petersplatz 4, Wien 1 (1874–1876)
- Miethaus, Maysedergasse 5 / Albertinaplatz 2, Wien 1 (1875)
- Wohnhaus Györy, Szép utca 4, Budapest (um 1875)
- Miethaus, Vereinsgasse 15, Wien 2 (1881), Adaptierung
- Miethaus, Schiffmühlenstraße 70, Wien 22 (1881), Adaptierung
- Reitschule und Pferdestall, Taborstraße 76, Wien 2 (1881), nicht erhalten
- Kanzlei und Werkstätte, Führichgasse 3, Wien 1 (1882)
- Stall und Wagenremise, Matthäusgasse 6, Wien 3 (1882), nicht erhalten
- Miethaus, Laudongasse 37, Wien 8 (1882)
- Magazingebäude, Zwischenbrücken 139, Wien 2 (1883), heutige Adresse unbekannt
- Wohnhaus, Turmburggasse / Mollardgasse (Nr. unbekannt), Wien 6 (um 1885)
- Miethaus, Salztorgasse 5 / Gonzagagasse 6, Wien 1 (o. J.)